# Rob Lee
Robert „Rob“ Martin Lee (* 1. Februar 1966 in West Ham, London) ist ein ehemaliger englischer Fußballspieler und war dabei unter anderem langjährig für die Vereine Charlton Athletic und Newcastle United aktiv. Der 21-fache englische Nationalspieler war zudem Teil der Mannschaft, die an der WM 1998 in Frankreich teilnahm.

## Sportlicher Werdegang

### Vereinskarriere
Lee durchlief die Jugendakademie des Vereins Charlton Athletic und etablierte sich zur Saison 1984/85 in der ersten Mannschaft. Schnell entwickelte er sich dort zu einem wichtigen Mittelfeldspieler, obwohl das Team zum Abschluss der Spielzeit 1989/90 in die Second Division absteigen musste. Lee blieb anschließend bei seinem Klub, um den Wiederaufstieg zu bewerkstelligen.
Charlton spielte im Jahr 1992 weiterhin in der nun in First Division umbenannten zweiten Liga. Aufgrund der angespannten Finanzlage des Vereins wurde Trainer Alan Curbishley unter Druck gesetzt, Lee an Newcastle United für 700.000 Pfund zu verkaufen. Newcastle, obwohl ebenfalls zweitklassig, befand sich unter Sir John Hall in einer wirtschaftlich ungleich besseren Lage als Charlton und stellte in der Saison 1992/93 mit Lees Hilfe den Aufstieg in die Premier League sicher.
Unter Trainer Kevin Keegan und seinem Assistent Terry McDermott spielte der Verein nach der Rückkehr in die Erstklassigkeit mehrfach um die englische Meisterschaft mit. Lee war dabei zwischen 1993 und 1996 ein wichtiger Bestandteil der Mannschaft, die um die Spitzenplätze mit Teams wie vor allem Manchester United zu dieser Zeit konkurrierte.
Nach dem Rücktritt Keegans im Januar 1997 folgte ihm kurz darauf Kenny Dalglish nach. Dalglish war nicht in der Lage, mit Newcastle United erneut in den oberen Tabellenregionen zu spielen und platzierte das Team mehrfach nur im Mittelfeld der Liga. Lee entwickelte sich dabei persönlich weiter zu einem Führungsspieler und übernahm die Aufgabe des Mannschaftskapitäns. Kurz darauf wurde Dalglish jedoch entlassen und von Ruud Gullit beerbt.
Mit Gullit überwarf sich Lee in Newcastle, was den Verlust des Kapitänsamtes und seiner angestammten Rückennummer 7 zur Folge hatte. Zusätzlich wurde Lee aus dem Kader entfernt und durfte nicht mehr mit der Mannschaft trainieren. Als Gullit dann durch Sir Bobby Robson ersetzt wurde, konnte Lee in die Mannschaft zurückkehren, wie auch sein Kollege Alan Shearer, der ebenfalls von Gullit nicht mehr favorisiert worden war.
Lee erhielt die Rückennummer 7, die Gullit ihm vorenthalten und an Kieron Dyer übergeben hatte, nach intensivem Bitten zurück. Seine Mittelfeldrolle interpretierte er dann unter Robson defensiver als zuvor und ermöglichte somit den kreativen Mittelfeldspielern Freiräume für die Offensive. Zur Mitte der 90er-Jahre hatte Lee selbst zumeist in dieser Rolle als Offensivspieler agiert.
Während der Saison 2001/02 äußerte Lee sein Vorhaben, den Vertrag in Newcastle verlängern zu wollen. Der Verein bestand jedoch darauf, erst im Januar 2002 die Verhandlungen zu beginnen. Da Lee mit dieser Strategie nicht glücklich war, bat er um die Freigabe für einen Vereinswechsel. Sowohl Robson als auch die Anhänger Newcastle waren überrascht von der Entwicklung, respektierten aber Lees Entscheidung. Im Februar des Jahres 2002 wechselte Lee daraufhin für 250.000 Pfund zu Derby County.
Der Aufenthalt dort sollte jedoch nur von kurzer Dauer sein und Lee wurde an West Ham United verkauft, dem Klub in Lees Heimat, für den er sich als Kind begeistert hatte. Auch für die Hammers absolvierte Lee aber nur wenige Spiele in der Saison 2003/04. Er wechselte daraufhin ablösefrei zunächst zu Oldham Athletic und später zu den Wycombe Wanderers, für die bis Juni 2006 aktiv war.

### Englische Nationalmannschaft
Am 12. Oktober 1994 debütierte Lee im relativ hohen Alter von 28 Jahren für die englische Nationalmannschaft unter Terry Venables in der Partie gegen Rumänien. Nach sechs weiteren Länderspielen machte sich Lee dann auch Hoffnungen auf eine Teilnahme an der EM 1996 im eigenen Land. Da Venables jedoch ein größeres Augenmerk auf kreative Elemente im Mittelfeld setzte, wurde Lee als schuss-, laufstarker und mehr physisch orientierter Spieler nicht in den endgültigen Kader berufen.
In der Nationalmannschaft kam Lee unter Glenn Hoddle regelmäßig, aber zumeist nur als Einwechselspieler, zum Einsatz und wurde dann für die WM 1998 nominiert. Nach drei Einsätzen in den letzten Vorbereitungsspielen kam er jedoch im Turnier selbst nur einmalig zum Zuge, als er beim 2:0-Sieg gegen Kolumbien nach 79 Minuten für Darren Anderton eingewechselt wurde. Nach drei weiteren Einsätzen in der Qualifikation für die EM 2000 in den Niederlanden und Belgien, darunter zwei Einwechselungen, bedeutete dann die Ablösung Hoddles als englischer Trainer auch nach 21 Spielen und zwei Toren das Ende Lees in der Nationalmannschaft.

## Titel/Auszeichnungen
- Tournoi de France (1): 1997
- PFA Team of the Year (1): 1995/96
- Englands Fußballer des Monats (1): September 1994, November 1995